# Stato nascente
Stato nascente è un concetto sociologico proposto da Francesco Alberoni che identifica un periodo entro il quale un gruppo di persone, accomunate da speranze comuni, si unisce per creare una forza nuova (il movimento) che si contrapponga all'Istituzione.
Il concetto di 'stato nascente' ha qualche elemento di somiglianza al concetto di 'effervescenza collettiva ' introdotto da Émile Durkheim nel suo 'Le forme elementari della vita religiosa' (Les formes élémentaires de la vie religieuse)del 1912 .
Il movimento allo stato nascente possiede delle caratteristiche particolari, che riguardano tutti i movimenti succedutisi nel corso della storia: movimenti religiosi, filosofici, politici.
Anche la psicoanalisi e la scienza sperimentale hanno vissuto, al loro sorgere, uno stato nascente.

È altresì definita stato nascente la fase dell'innamoramento .

## Caratteri
- Conflitto con l'istituzione
- Spontaneità
- Solidarietà
- Comunione
- Unanimità
- Utopia
- Pluralità d'interessi
- Avvio del movimento
- Transitorietà

## Descrizione
Lo stato nascente germina solo nel seno di istituzioni mature, dove condizioni economiche, sociali e culturali determinano un'ambivalenza, una frattura tra gli individui e l'ordine vigente.
Lo stato nascente è un'ispirazione, una rivelazione, una conversione, ma non è uno stato di beatitudine che si raggiunge, per esempio, con la meditazione o le pratiche ascetiche: nasce da un disagio e dalla voglia di elaborare una nuova solidarietà.
Può essere un'esperienza solo collettiva: da essa può svilupparsi il movimento, il quale è definito come processo storico, che porta all'istituzione e termina quando si riproduce una quotidianità.

## Rapporto con l'Occidente
Lo stato nascente è un'esperienza puramente occidentale, non avendo, l'Oriente, nel corso della sua storia, creato mai un movimento che si contrapponesse all'ordine vigente: buddhismo e giainismo sono gli unici movimenti che hanno tentato di rompere il saṃsāra, ma nella loro evoluzione hanno finito per riprodurre gli stessi caratteri di quell'istituto che hanno tentato di sovvertire.
Alberoni, avendo individuato all'origine di questi due movimenti, caratteri sensibilmente diversi da quelli dello stato nascente, ha definito tale fase germinativa come Nirvana, per sottolineare appunto che Buddhismo e Giainismo non hanno teso a ricreare la loro società, a costruire una nuova solidarietà, ma sono rimasti avvinti al sistema del samsara.
Si ritiene che in Occidente la formula dello stato nascente si sia potuta sviluppare grazie a tre realtà che solo qui son risultate essere vincenti: le invasioni di popoli nomadi di pastori-guerrieri, le città (poleis prima, Comuni poi) e i ceti medi, dei commercianti, della borghesia.

## Avvio del movimento
Non tutti gli stati nascenti hanno dato avvio a un movimento che si è poi istituzionalizzato.
Per rendere vincente lo stato nascente sono necessarie determinate contingenze, casualità storiche che permettano al movimento di rafforzarsi e andare avanti: per esempio Lutero ebbe l'appoggio dei principi tedeschi, che lo difesero sia contro la Chiesa che contro l'Impero.
È fondamentale, cioè, per il futuro dello stato nascente, la coesistenza di più interessi (emozionali, religiosi, politici, economici), che muovano comunque nella direzione del movimento.

## Storicizzazione
Nello stato nascente si tende a riscrivere la storia in base alle caratteristiche stesse del movimento: è grazie al femminismo, per esempio, che vengono accolte e sviluppate le teorie circa l'esistenza di culture matriarcali. Nel marxismo, in altro modo, la Storia viene riletta come storia delle classi sociali.
Nello stato nascente vengono individuate nel processo storico tre fasi:
- età dell'oro
- preistoria (o medioevo)
- stato nascente.

È tipico dello stato nascente, cioè, il considerare l'esistenza di un passato felice (età dell'oro) nel quale le utopie del movimento stesso erano reali e vissute.
Segue poi un agente esterno, che corrode la vis, la vera natura del mondo, che fa piombare questo nel medioevo: per il femminismo sono le invasioni di popoli patriarcali, altro classico esempio il serpente che offre la mela all'uomo.
Poi abbiamo lo stato nascente, che incarna il risveglio dal precedente torpore. È però un risveglio ferale, è una frattura: è il caso di Caino che uccide Abele, è l'Edipo freudiano che uccide il padre. Voi pensate che io sia venuto a portar pace sulla terra? No, vi dico, ma piuttosto divisione dice il Cristo (Lc 12,51).